# Erkencho

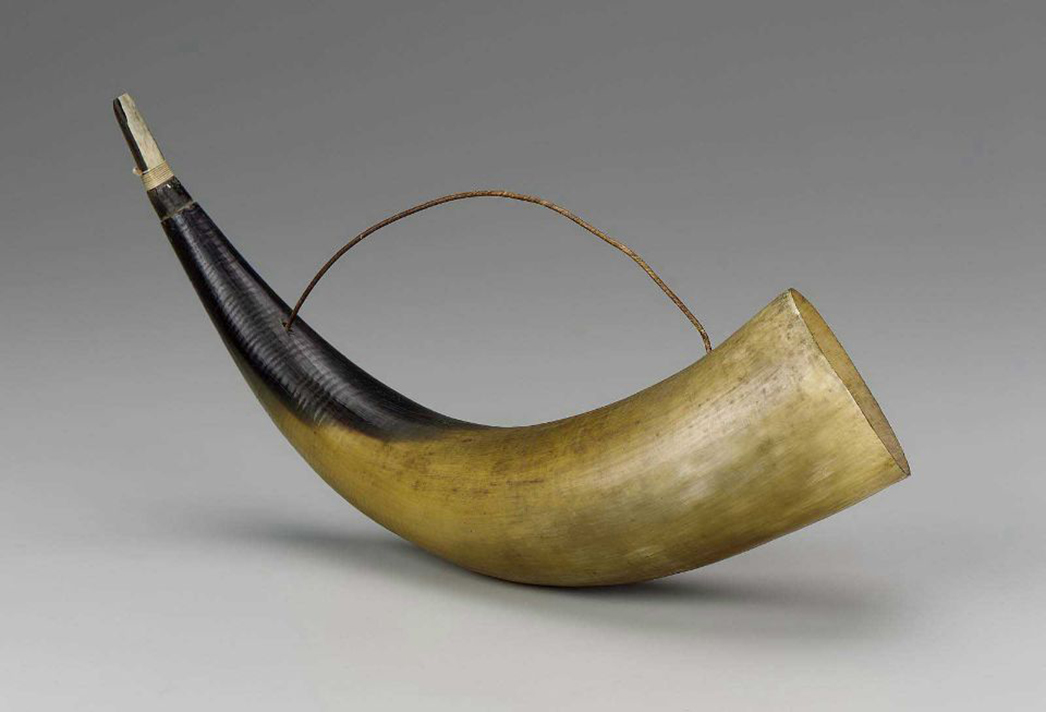
Erkencho

L’Erkencho est un instrument de  musique à vent sud-américain dont l'origine se trouve dans la région Gran Chaco au nord de l'Argentine.
Le nom Erkencho signifie « petite Erke », instrument plus grand auquel il ressemble. L'ancien nom indien de l'instrument « Putoto » signifie « coquillage ». Il s'agit d'un tube long de 25 à 33 cm avec une corne de vache ou de chèvre attachée à son extrémité et dans laquelle est insérée une petite anche.

## Sources
- Anthony Baines, Lexikon der Musikinstrumente, J. B.Metzler Verlag, Stuttgart und Bärenreiter Verlag, Kassel, 1996,  (ISBN 3-476-00987-4)
- J. B.Metzler, Lexikon der Musikinstrumente Bärenreiter Verlag  (ISBN 3-7618-1220-5)